# Corematodus taeniatus
Corematodus taeniatus è una specie di ciclidi endemica dei laghi Malawi, Malombe e del corso superiorie del fiume Shire in Africa Orientale. Questa specie pratica un mimetismo aggressivo nei confronti di varie specie di ciclidi che usano annidarsi sotto la sabbia: ciò lo rende capace di avvicinarsi insospettato a banchi di queste specie e impadronirsi di una boccata di scaglie o pinne.